# Železniční spojení Praha–Mnichov
Železniční spojení Praha–Mnichov, v Německu označované Donau-Moldau-Bahn (DMB) je projekt vzniklý z iniciativy východobavorských měst a obcí, svobodného státu Bavorsko a České republiky. Cílem projektu je kvalitní železniční spojení Prahy s Mnichovem vedené přes Plzeň a Řezno. Projekt byl i součástí koaliční smlouvy bavorské vlády z 24. října 2008 uzavřené CSU a  FDP.

## Dnešní stav
V současné době (2018)  jezdí v uvedené trase sedm párů vlaků denně.  Nejrychlejší z nich urazí 439 km dlouhou trasu za 5:39 h, což znamená cestovní rychlost 77,6 km/h. Dvě úvratě a jízda neelektrizovaným úsekem Regensburg – Plzeň jsou příčinou tří výměn lokomotiv. V Německu jezdí tyto spoje pod hlavičkou alex, zatímco na české straně jsou vedeny jako EuroCity nebo expres (Ex).  Konkurenční nabídku představují expresní autobusy Deutsche Bahn 4x denně s jízdní dobou 4:38 h.

## Projekty

### Původní varianta
Podle původního projektu měla Donau-Moldau-Bahn o délce 148 km ve formě částečné novostavby a částečné modernizace stávajících tratí propojit Řezno s Plzní a tak poskytnout lepší spojení pro dálkovou osobní,  nákladní a regionální dopravu nejen mezi Mnichovem, Řeznem, Plzní a Prahou, ale zahrnout do dopravní obslužnosti i regionální centra  Landshut a Cham. V úsecích Regensburg-Wutzlhofen - Roding, Furth im Wald - Česká Kubice a Domažlice – Plzeň se mělo jednat o novostavbu pro nejvyšší rychlost 200 km/h, navíc se zrušením úvrati ve Schwandorfu; v úsecích Roding - Furth im Wald a Česká Kubice - Domažlice měly být modernizovány současné tratě. Celá trať měla být elektrizována: soustavou 15 kV 16,7 Hz na německé straně a soustavou 25 kV 50 Hz na české straně s navazujícím 10,5 km dlouhým úsekem státní hranice - Furth im Wald. Trasa mezi Řeznem a Plzní by se zkrátila o 43 km, jízdní doba mezi Mnichovem (Řeznem) a Prahou byla stanovena na 3:38, resp. 2:13 h. V případě realizace tunelů mezi Prahou a Plzní by jízdní doby mohly být zkráceny až na 3:12, resp. 1:47 h. Uváděné celkové náklady na projekt byly 1,46 mld. Euro. 
Počátkem dubna 2009 podepsali ministři dopravy České republiky a Bavorska, představitelé Plzeňského kraje, Jihočeského kraje a vládních obvodů Horní Falc a Dolní Bavorsko memorandum o stavbě trati. Následně začala SŽDC s vypracováním studie. 
V diskusích se též uvažovalo o elektrizaci úseku Hartmannshof – Schwandorf – Roding, čímž by vzniklo elektrizované spojení Norimberka s Prahou přes Cheb, které by bylo o 26 km kratší, než přes Domažlice. 
Novostavba trati na české části v délce 65 km mezi Plzní a Domažlicemi s celkovými náklady 1,2 mld. € měla být započata v roce 2013 a dokončena v roce 2018. 
Analýza nákladů a přínosů na německé straně vyčíslila poměr přínosů k nákladům 0,2 (při nákladech 900 mil. €), což způsobilo, že projekt přestal být politicky prosaditelný. 

### Optimalizovaná varianta
Na základě malé hospodárnosti původního projektu byla navržena příznivější varianta bez novostavby v úseku Regensburg - Roding, pouze s krátkou spojovací tratí ve Schwandorfu, která by odstranila úvraťové jízdy.  Tento projekt byl předložen koncem roku 2010 spolkovému ministerstvu dopravy, které v analýze přínosů a nákladů vyčíslilo poměr přínosů k nákladům 0,9, přičemž na německé straně byl tento koeficient  0,4 a na české 3,0. Náklady na německé straně byly vyčísleny na 400 mil. €. Pro zařazení do spolkového plánu dopravních cest (Bundesverkehrswegeplan 2030) byl projekt ohlášen jako modernizace a elektrizace trati pro maximální rychlost 160 km/h a spojka pro nákladní vlaky u Schwandorfu jako novostavba.    
Bavorsko dalo v roce 2015 k dispozici 6 mil. € na vyhotovení studií, které mají být dokončeny v roce 2017. Úsek Plzeň – Domažlice má být rekonstruován v letech 2020 – 2025. Cílem modernizací je dosažení jízdní doby mezi Prahou a Mnichovem 4:15 h s použitím jednotek  pendolino. 